# La otra sentimentalidad
La otra sentimentalidad o nueva sentimentalidad es el concepto poético propuesto en Granada (España) en 1983 por tres poetas: Luis García Montero, Javier Egea y Álvaro Salvador. Ese año, apareció en el diario El País un manifiesto poético firmado por Luis García Montero y que más tarde se reeditó en la antología "La otra sentimentalidad", publicada por la editorial Don Quijote de Granada, junto al trabajo de Álvaro Salvador "De la nueva sentimentalidad a la otra sentimentalidad" que había sido publicado ese verano en el diario 'El País', y la "Poética" de Javier Egea y que supuestamente partía de las teorías del personaje filósofo de Antonio Machado, Juan de Mairena, quien defendía que para llegar a una nueva poesía acorde con los tiempos era necesaria «una nueva sentimentalidad». A la propuesta hecha por el profesor universitario Juan Carlos Rodríguez Gómez, se añadían las indicaciones poéticas de Jaime Gil de Biedma y el magisterio poético de Rafael Alberti. Además de los tres poetas que firmaron el manifiesto pueden anotarse en su entorno lírico a Antonio Jiménez Millán, Benjamín Prado, Inmaculada Mengíbar, Aurora Luque y Ángeles Mora. Según Rodríguez, este movimiento murió el mismo año en que nació.[cita requerida], pero en realidad podemos decir que se mantuvo hasta finales de los años ochenta, momento en que se diluye en el otro movimientos general de la poesía de entonces, la llamada "poesía de la experiencia", a partir de las proclamas poéticas de Luis García Montero. Ni Javier Egea, que publica en 1991 su "Raro de luna", ni Álvaro Salvador que permanece en silencio desde 1992 hasta el año 2001, estuvieron de acuerdo con ese cambio.
El grueso de la concepción poética de este grupo viene marcado por los conceptos de historia y reflexión moral.[cita requerida] Y en su opinión, el término que mejor explica esta concepción es el de radical historicidad, concepto acuñado por Juan Carlos Rodríguez y que viene a decir que la literatura es un producto del sujeto burgués, y este no es otra cosa que producto de la historia.[cita requerida]